# Grande Masse des Beaux-Arts
La Grande Masse des Beaux-Arts, dite aussi Grande Masse, est l'association des élèves et anciens élèves de l'École Nationale Supérieure des Beaux-Arts et des Écoles Nationales Supérieures d'Architecture.
Fondée en association en 1926, Reconnue d'Utilité Publique en 1932, son objectif est de créer et entretenir un lien de solidarité entre tous les élèves et anciens élèves, ainsi que d'améliorer la situation de ses membres.
Association centrale de la vie étudiante de 1926 à 1968, elle a structuré la sociabilité de l'École des Beaux-Arts.
Depuis la suppression en 1968 de la section architecture aux Beaux-Arts, la Grande Masse fédère principalement les étudiants et anciens étudiants architectes.

La personne élue pour présider l'association porte le titre de Grande Massière ou Grand Massier.

## Historique

### Origines
Avant de se constituer en association, la Grande Masse des Beaux-Arts est l’héritière de la masse en vigueur dans les ateliers de l’École nationale supérieure des beaux-arts (ENSBA) dès le XIXe siècle.
Ce système voulait que les élèves d'un atelier désignent parmi eux un massier, ou massière, responsable de l'argent mis en commun pour les dépenses nécessaires à la vie du groupe et à l’apprentissage de chacun.
Cette pratique ancienne s'enrichit au cours du XIXe siècle d'un massier des architectes, des peintres et des sculpteurs. Ces massiers de section se placent alors hiérarchiquement au-dessus des traditionnels massiers d'atelier.
En 1892, le terme de grand massier des architectes apparait à l’occasion de la fondation du bal des Quat’z’Arts pour qualifier le massier des architectes.
À partir de 1908 le titre de Grand Massier de l'École est régulièrement mentionné dans la presse,. Quant à celui de Grande Masse des Beaux-Arts, il apparait également avant 1926.
C’est au moment de la Grande Guerre que la volonté de créer une association commune à tous les élèves et anciens élèves s’affirme.
À l'issue de ce conflit, pour faire face aux difficultés matérielles et aider les victimes de guerre et leur famille, les élèves de l’École cherchent à mettre en place une caisse de secours.

### Fondation de l'association
En 1926, la Grande Masse des Beaux-Arts se constitue officiellement en association loi de 1901.
À cette date, la GMBA est déjà bien plus qu’une simple association d’élèves et anciens élèves. Qu’il s’agisse des masses d’atelier, des grands massiers qui se répartissant les sections d’enseignement ou des différents comités et organisations associatives qui géraient les fêtes, les rituels et autres événements émanant de la culture de l’école, l'association de la Grande Masse devient un organe fédérant toutes les structures étudiantes préexistantes au sein de l’école.
La caisse de secours de la GMBA est créée la même année que l'association.
Pour alimenter cette caisse, l’association choisit de créer une fondation qui prend le nom de Fondation Fauvet.
En 1932,, les nombreuses actions entreprises par la Grande Masse permettent à l’École tout entière d’être décorée de la Croix de guerre, puis, en 1934, de la Légion d’honneur.
En s'institutionnalisant, la GMBA prend ses distances par rapport à certaines règles de vie commune en vigueur dans les ateliers. Sa vocation étant de réunir tous les élèves, les femmes prennent part aux décisions de l'association dès sa création,.

### Reconnaissance d'utilité publique
En 1932, la Grande Masse, venant au secours des élèves dans le besoin et construisant des bâtiments pour leur assurer de meilleures conditions d’étude, est reconnue d’utilité publique par décret.
Elle représente alors publiquement l'École des Beaux-Arts, que ce soit au premier Salon des étudiants de 1933, ou à l'Exposition Universelle de 1937 où elle présente son propre pavillon, sur le Champ-de-Mars.

## Organisation et fonctionnement

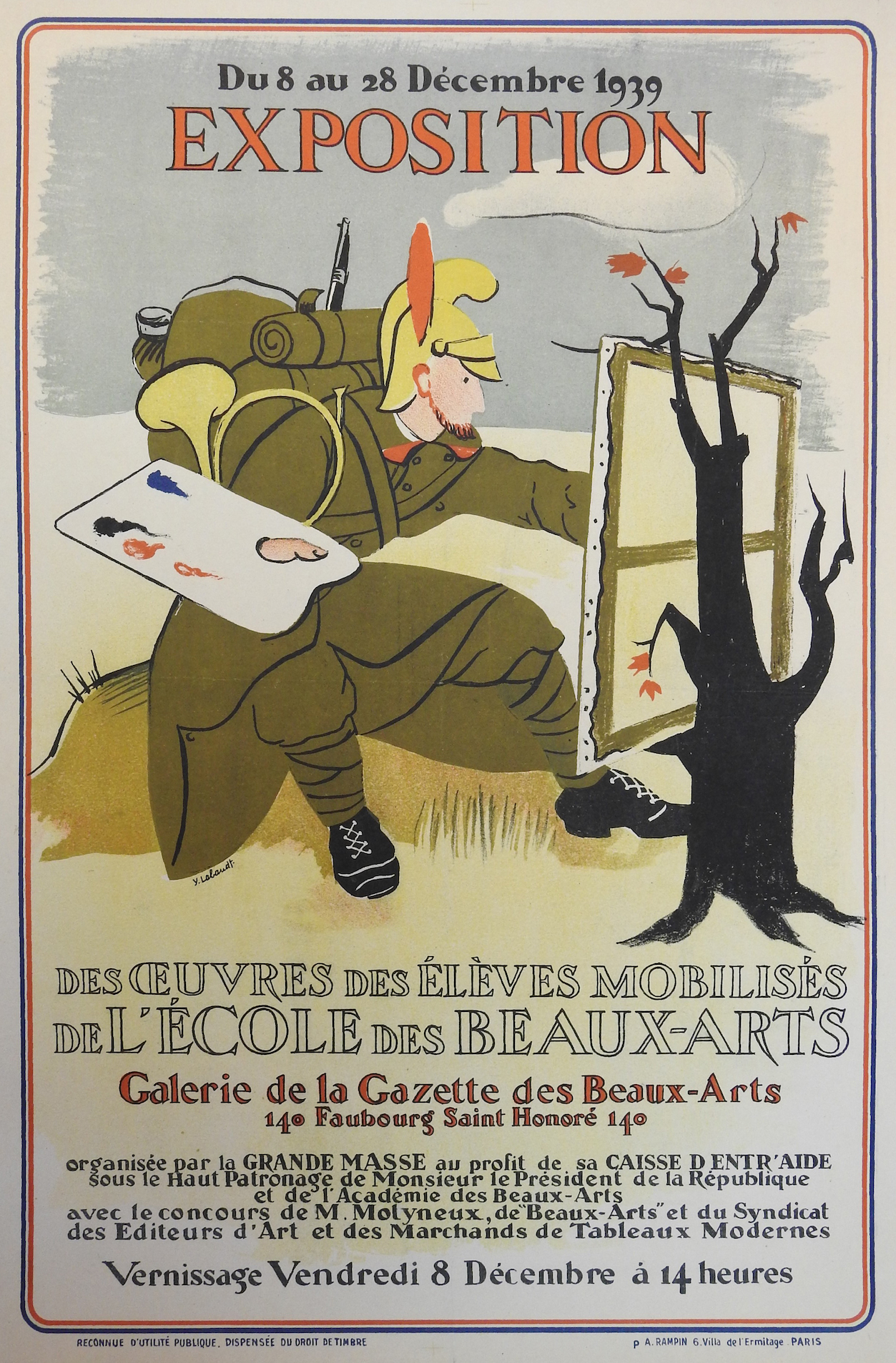
Exposition organisée par la GMBA.

### Organisation
Le grand massier, président de l'association, est élu par les membres de l'association lors de l'assemblée générale annuelle, et nomme ses adjoints.
Il est assisté de 3 grands massiers de section (architecture, peinture et sculpture) qui sont désignés par leurs massiers d'ateliers respectifs.
Ils sont épaulés par un conseil qui s'appuie sur différents responsables d’activités : caisse de secours, bulletin, défense de la profession, comité des fêtes, liens avec les écoles régionales, bureau de placement des élèves (1929), centre de diffusion (1958), etc.

### Fonctionnement
Dès 1926, la Grande Masse entretient des rapports avec les différentes entités de l’École : les ateliers d'enseignement, la direction, l’administration des Beaux-Arts, le ministre de tutelle et l’Institut.

Elle s'implique dans les relations avec l'ENSBA, l'enseignement, les réformes, les créations d'écoles régionales, etc.
L'association organise ou encadre des événements, culturels ou festifs, aptes à favoriser la convivialité, l'émulation et promouvoir les travaux des élèves : journées portes ouvertes, accueil des nouvôs, défilé du Rougevin, course de charrettes, Gala de l’École, bal du 14 juillet, chahuts, monôme, diffusion de chansons étudiantes, concours de fanfares, théâtre, voyages d'études, galerie d'exposition, remises de prix, etc.
Sur un plan plus général, elle gère aussi des dossiers qui concernent la discipline, la protection sociale, le service militaire, la situation des étudiants pendant les conflits (Seconde Guerre mondiale, guerre d'Algérie, œuvres sociales, élèves prisonniers, etc.).
Dans la continuité de ses activités historiques, la Grande Masse met aussi aujourd'hui à disposition de ses membres des outils collaboratifs, des espaces partagés type pépinière d'entreprise, des ateliers équipés (métallurgie, sérigraphie...) ou libre (dessin de modèle vivant).
Se définissant comme non confessionnelle et non politique, la Grande Masse a néanmoins joué un rôle social et s'est largement investie dans les réformes successives de l'enseignement en étant la voix des élèves afin qu’ils obtiennent de meilleures conditions d’étude.

### Logotype
En 1929, André Leconte, chef d'atelier d'enseignement de l'architecture, premier prix de Rome 1927, dessine le logotype de l'association.
Pour symboliser le large éventail des activités de la Grande Masse des Beaux-Arts, il choisit les cinq figures des arts majeurs : l’architecture, la poésie, la musique, la peinture et la sculpture.

## Actions particulières

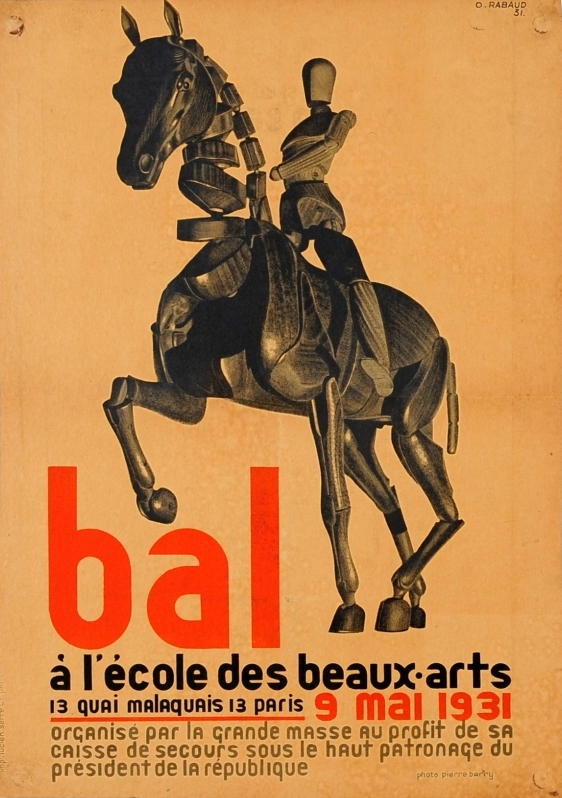
Affiche du Gala de 1931.

### Gala de la Grande Masse (1930-1967)
Dès 1926, en plus d’inciter aux dons, les membres de la Grande Masse multiplient les activités pouvant dégager des bénéfices, telles que les fêtes ou la publication de livres, pour alimenter la caisse de secours.
C'est le cas du bal Païen organisé Salle Bullier le 29 janvier 1926. Contrairement au bal des Quat’Z’Arts, qui se doit de rester une fête d’artistes pour les artistes, le bal organisé par la GMBA est un bal ouvert au public, pouvant ainsi générer des bénéfices pour les œuvres sociales de l’association.
En 1930, ce bal devient le « Gala de l’École des beaux-arts ».
Placé sous les hauts patronages du Président de la République, de l'Institut et de la direction de l’ENSBA, il devient un événement institutionnel incontournable.
Le dernier gala se déroule en 1967, après 24 éditions, alors que les grèves se multiplient et que la section architecture s'achemine vers sa fermeture.

### Le bâtiment Callot (1933)

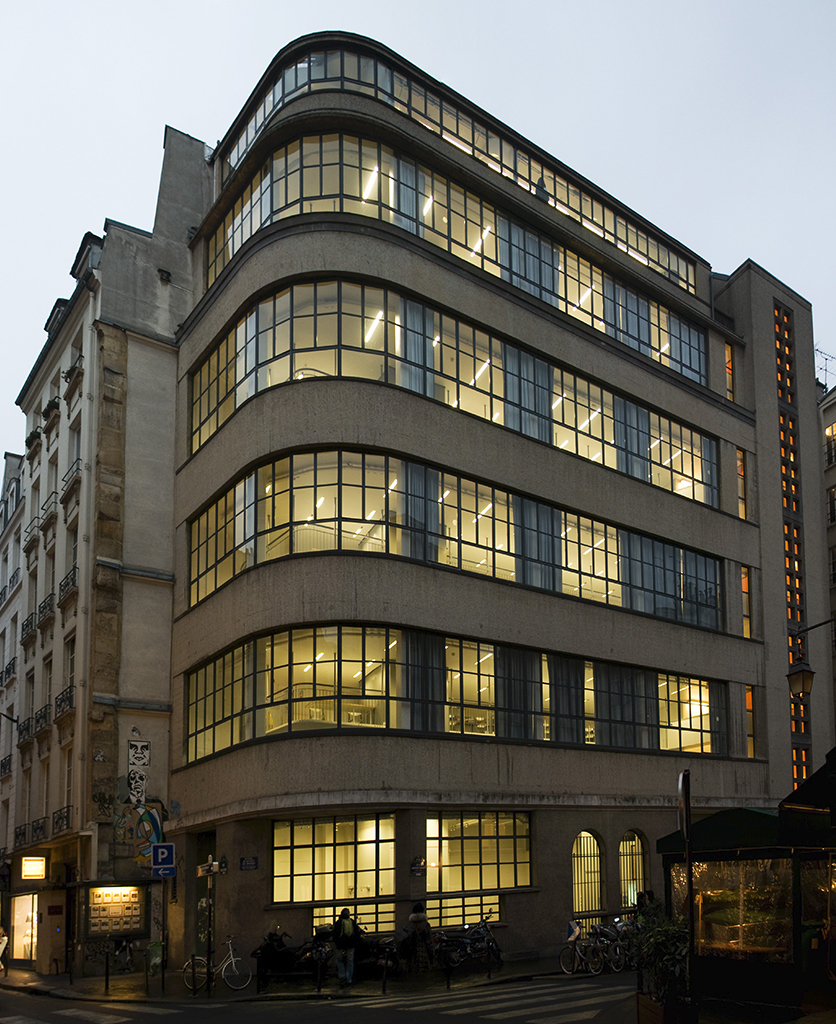
Le bâtiment Callot.

Dès les années 1920, la Grande Masse se donne pour mission de sensibiliser les pouvoirs publics afin qu’une solution soit trouvée pour procurer de meilleures conditions de travail aux élèves des ateliers extérieurs d’architecture.
L’association est ainsi à l’initiative de la création de l’immeuble d'ateliers de la rue Jacques-Callot dans le 6e arrondissement de Paris.
Le bâtiment conçu par l'architecte Roger-Henri Expert, également chef d’un atelier d'enseignement d’architecture, est livré en 1933.
À la suite de cela, un peu à la manière d’un syndicat de copropriété, c'est vers la Grande Masse que se tournent les massiers d’ateliers, l’École et les pouvoirs publics pour gérer cet immeuble jusqu'en 1976.
En mars 1937, l'association déménage du 51 rue de Seine, où elle maintient sa galerie d'exposition, et transfère son siège social et ses bureaux au rez-de-chaussée du 1 rue Jacques Callot. Elle y reste jusqu'en 2007, année où la DAPA, prend arbitrairement possession des locaux de l’association.
Ce bâtiment est aujourd'hui toujours consacré à l'enseignement de l'architecture.

## Publications

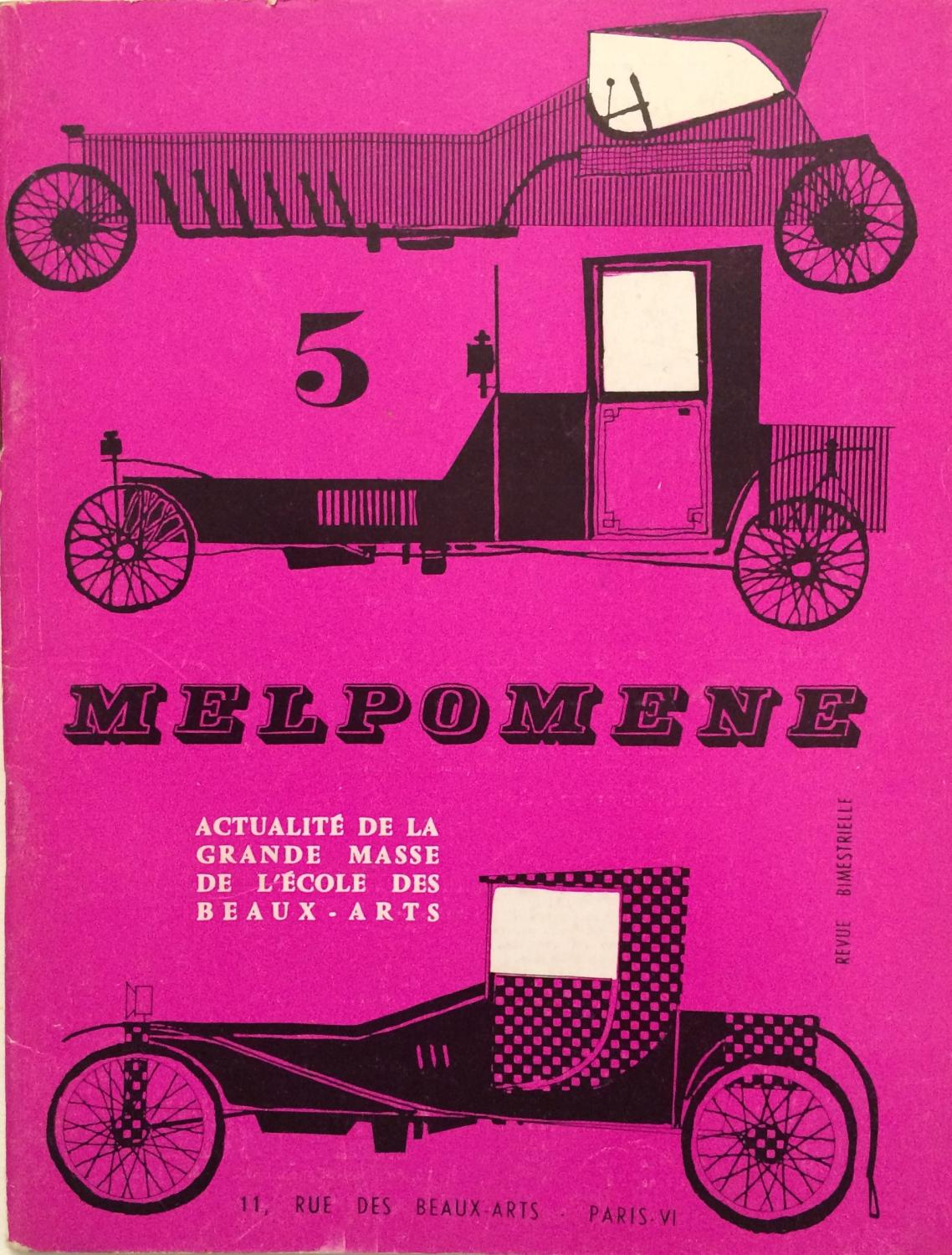
Bulletin Melpomène no 5, 1959

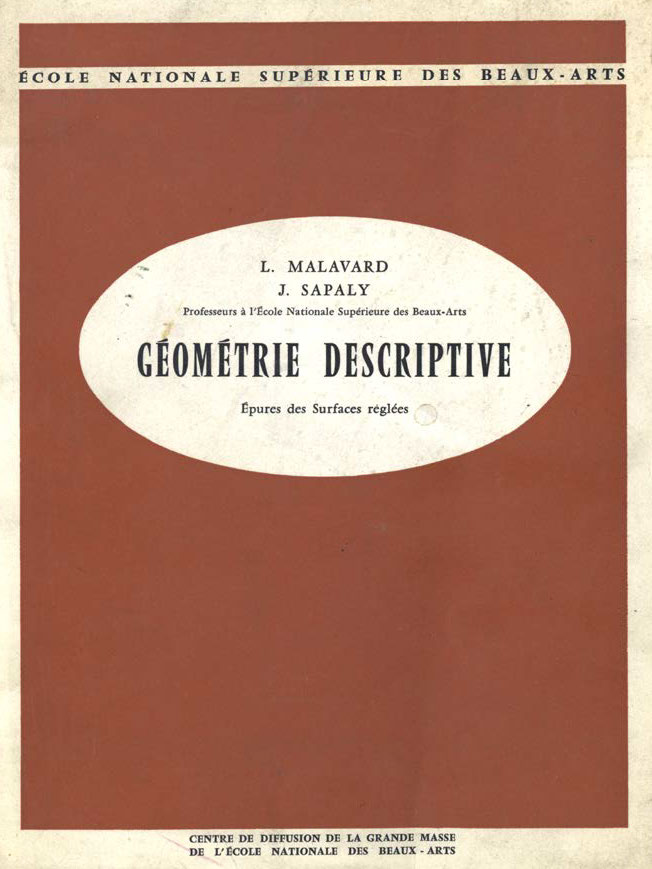
Cours diffusé par la GMBA.

### Bulletin
C'est en mai 1926 que parait le premier bulletin de l'association. Son premier rédacteur en chef est Louis Chardonnat.
Organe central de la circulation des informations à l’École, on y trouve des informations sur les activités de la Grande Masse ou de l’École, mais aussi sur le bal des Quat’Z’Arts, les associations sportives et musicales, les travaux des étudiants graveurs, peintres, sculpteurs et architectes, etc.
En 1958, ce bulletin revendique jusqu'à 6 000 lecteurs.
Il change souvent de format, de périodicité et de formule. Ainsi se succèdent :
- Bulletin mensuel de l'association des élèves de l'École nationale supérieure des beaux-arts, dite "Grande masse" (entre 1926 et 1932)  (ISSN 0995-8835)
- Bulletin de la Grande Masse de l'École nationale supérieure des beaux-arts (entre 1932 et 1958)  (ISSN 0995-8843)
- Melpo, revue de la Grande Masse de l'École des beaux arts (3 numéros, entre 1945 et 1949)  (ISSN 0995-8851)
- Melpomène, actualité de la Grande Masse (23 numéros, entre 1958 et 1966)  (ISSN 2679-2982)
- Melp![s] (2 numéros, juillet et octobre 1966)[42]

Le bulletin ne disparait pas après 1968, mais est considérablement affaibli par l’éclatement des ateliers en différentes unités pédagogiques.
Il reparait au milieu des années 1970 sous le nom de Bulletin,, bimestriel, puis est limité à l’édition d’un court papillon au cours des années 1980.
À la fin des années 2000, le bulletin de la Grande Masse est relancé sous la forme d’une brochure. Depuis, les lettres d'information virtuelles ont eu raison de cette publication imprimée.

### Édition
Dès son origine l’association édite quelques ouvrages au bénéfice de sa caisse de secours.
À partir de 1951 la Grande Masse propose aux élèves des polycopiés de cours.
De 1958 à 1975, l’association se dote d’un centre de diffusion qui permet d’éditer les cours sous forme de brochure, mais aussi des livres sur la profession, la théorie, les débats, la culture, etc.